# Rajd Monte Carlo 2004

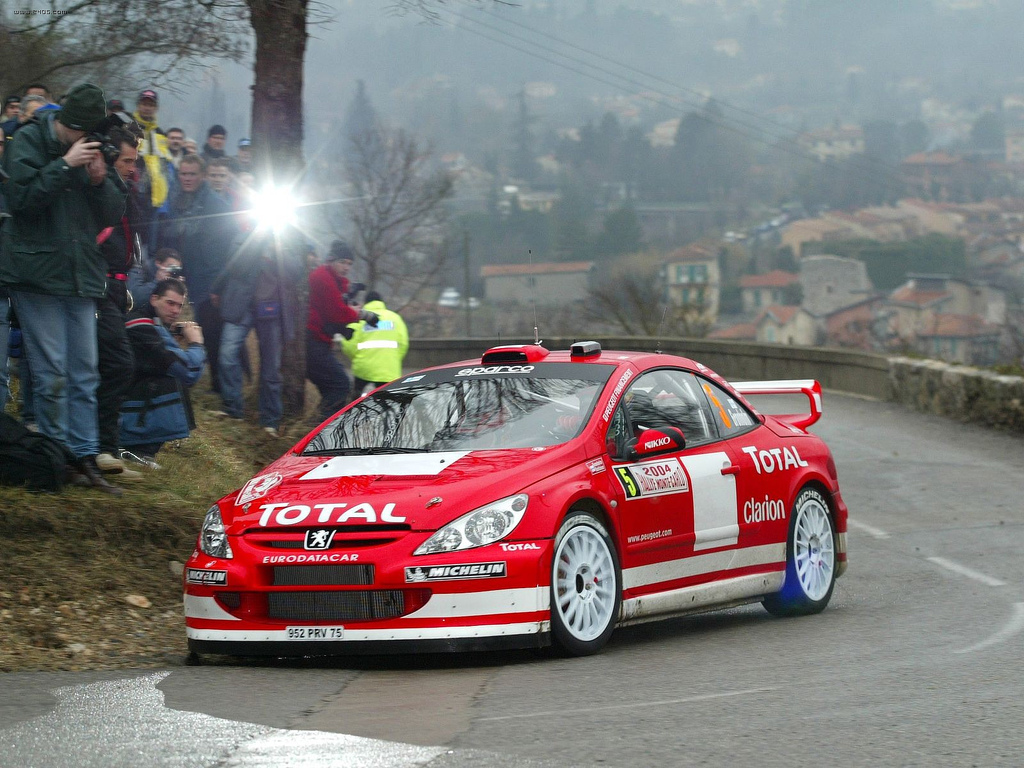
Marcus Grönholm podczas rajdu

Rezultaty Rajdu Monte Carlo (71ème Rallye Automobile de Monte-Carlo), eliminacji Rajdowych Mistrzostw Świata w 2004 roku, który odbył się w dniach 23 – 25 stycznia. Była to pierwsza runda czempionatu w tamtym roku i pierwsza asfaltowa, a także pierwsza w Junior WRC. Bazą rajdu było miasto Monte Carlo. Zwycięzcami rajdu została francusko-monakijska załoga Sébastien Loeb/Daniel Élena jadąca Citroënem Xsarą WRC. Wyprzedzili oni estońsko-brytyjską załogę Markko Märtin/Michael Park w Fordzie Focusie WRC oraz Belgów François Duvala i Stéphane'a Prévota, także w Fordzie Focusie WRC. Z kolei w Junior WRC zwyciężyła francuska załoga Nicolas Bernardi i Denis Giraudet, jadąca Renaultem Clio S1600.
Rajdu nie ukończyło czterech kierowców fabrycznych. Fin Mikko Hirvonen w Subaru Imprezie WRC wycofał się na 9. odcinku specjalnym z powodu wypadku, podobnie jak Hiszpan Carlos Sainz w Citroënie Xsarze WRC. Włoch Gianluigi Galli w Mitsubishi Lancerze WRC uległ wypadkowi na 5. oesie, a Niemiec Antony Warmbold w Fordzie Focusie WRC – na 14. oesie.

## Klasyfikacja ostateczna (punktujący zawodnicy)
| Miejsce  | Zawodnik             | Pilot                 | Samochód              | Czas      | Strata   | Grupa | Punkty |
| WRC      | WRC                  | WRC                   | WRC                   | WRC       | WRC      | WRC   | WRC    |
| -------- | -------------------- | --------------------- | --------------------- | --------- | -------- | ----- | ------ |
| 1.       | Sébastien Loeb       | Daniel Élena          | Citroën Xsara WRC     | 4:12:03.0 |          | A8 M  | 10     |
| 2.       | Markko Märtin        | Michael Park          | Ford Focus WRC        | 4:13:15.6 | +1:12.6  | A8 M  | 8      |
| 3.       | François Duval       | Stéphane Prévot       | Ford Focus WRC        | 4:13:22.6 | +1:19.6  | A8 M  | 6      |
| 4.       | Marcus Grönholm      | Timo Rautiainen       | Peugeot 307 WRC       | 4:13:29.8 | +1:26.8  | A8 M  | 5      |
| 5.       | Freddy Loix          | Sven Smeets           | Peugeot 307 WRC       | 4:20:19.9 | +8:16.9  | A8 M  | 4      |
| 6.       | Gilles Panizzi       | Hervé Panizzi         | Mitsubishi Lancer WRC | 4:22:14.6 | +10:11.6 | A8 M  | 3      |
| 7.       | Petter Solberg       | Phil Mills            | Subaru Impreza WRC    | 4:22:45.2 | +10:42.2 | A8 M  | 2      |
| 8.       | Olivier Burri        | Jean-Philippe Patthey | Subaru Impreza WRC    | 4:29:52.1 | +17:49.1 | A8    | 1      |
| JWRC     |                      |                       |                       |           |          |       |        |
| 1. (10.) | Nicolas Bernardi     | Denis Giraudet        | Renault Clio S1600    | 4:35:41.1 |          | A6    | 10     |
| 2. (12.) | Urmo Aava            | Kuldar Sikk           | Suzuki Ignis S1600    | 4:39:49.1 | +4:08.0  | A6    | 8      |
| 3. (14.) | Kris Meeke           | Chris Patterson       | Opel Corsa S1600      | 4:43:15.6 | +7:34.5  | A6    | 6      |
| 4. (15.) | Alessandro Broccoli  | Giovanni Agnese       | Fiat Punto S1600      | 4:43:23.2 | +7:42.1  | A6    | 5      |
| 5. (16.) | Larry Cols           | Filip Goddé           | Renault Clio S1600    | 4:47:04.1 | +11:23.0 | A6    | 4      |
| 6. (17.) | Mirco Baldacci       | Giovanni Bernacchini  | Suzuki Ignis S1600    | 4:47:53.9 | +12:12.8 | A6    | 3      |
| 7. (18.) | Luca Cecchettini     | Nicola Arena          | Renault Clio S1600    | 4:59:14.6 | +23:33.5 | A6    | 2      |
| 8. (19.) | Per-Gunnar Andersson | Jonas Andersson       | Suzuki Ignis S1600    | 5:01:22.5 | +25:41.4 | A6    | 1      |

1. ↑  Litera M przy oznaczeniu grupy do której należy samochód oznacza, iż tylko ci kierowcy zdobywali punkty dla swoich zespołów liczonych w klasyfikacji producentów na koniec sezonu.

## Zwycięzcy odcinków specjalnych
| Dzień      | Odcinek | G. rozp. | Nazwa                              | Długość | Zwycięzca         | Czas                           | Lider rajdu     |
| ---------- | ------- | -------- | ---------------------------------- | ------- | ----------------- | ------------------------------ | --------------- |
| 1 (23 STY) | SS1     | 07:48    | Selonnet – Breziers 1              | 22.64km | odcinek anulowany | –                              |                 |
| 1 (23 STY) | SS2     | 08:26    | Piegut – Urtis 1                   | 20.18km | Marcus Grönholm   | 17:20.9                        | Marcus Grönholm |
| 1 (23 STY) | SS3     | 10:09    | Selonnet – Breziers 2              | 22.64km | Markko Märtin     | 15:45.6                        | Marcus Grönholm |
| 1 (23 STY) | SS4     | 10:47    | Piegut – Urtis 2                   | 20.18km | Sébastien Loeb    | 15:33.7                        | Marcus Grönholm |
| 1 (23 STY) | SS5     | 13:05    | Laborel – l'Aubergerie             | 26.68km | Marcus Grönholm   | 18:04.1                        | Marcus Grönholm |
| 1 (23 STY) | SS6     | 13:48    | Rosans – l'Epine                   | 31.81km | Sébastien Loeb    | 18:15.2                        | Sébastien Loeb  |
| 2 (24 STY) | SS7     | 08:18    | Lantosque – Col de Braus           | 34.41km | wolny przejazd    | 28:41.3 (wszyscy ten sam czas) | Sébastien Loeb  |
| 2 (24 STY) | SS8     | 11:21    | Tourette du Chateau – St Antonin 1 | 24.80km | Sébastien Loeb    | 18:14.9                        | Sébastien Loeb  |
| 2 (24 STY) | SS9     | 12:04    | Col de Bleine 1                    | 28.39km | Sébastien Loeb    | 20:11.6                        | Sébastien Loeb  |
| 2 (24 STY) | SS10    | 15:52    | Tourette du Chateau – St Antonin 2 | 24.80km | odcinek anulowany |                                | Sébastien Loeb  |
| 2 (24 STY) | SS11    | 16:35    | Sigale – Col de Bleine 2           | 28.39km | Sébastien Loeb    | 20:36.1                        | Sébastien Loeb  |
| 3 (25 STY) | SS12    | 08:45    | Sospel – Turini – La Bollene 1     | 32.58km | Markko Märtin     | 25:09.0                        | Sébastien Loeb  |
| 3 (25 STY) | SS13    | 09:38    | Lantosque – Luceram 1              | 19.52km | Petter Solberg    | 13:59.4                        | Sébastien Loeb  |
| 3 (25 STY) | SS14    | 12:05    | Sospel – Turini – La Bollene 2     | 32.58km | Markko Märtin     | 24:03.9                        | Sébastien Loeb  |
| 3 (25 STY) | SS15    | 12:58    | Lantosque – Luceram 2              | 19.52km | Marcus Grönholm   | 13:46.1                        | Sébastien Loeb  |

## Klasyfikacja po 1 rundzie
Tabele przedstawiają tylko pięć pierwszych miejsc.

### Kierowcy
| Lp. | Kierowca        | Pkt |
| --- | --------------- | --- |
| 1   | Sébastien Loeb  | 10  |
| 2   | Markko Märtin   | 8   |
| 3   | François Duval  | 6   |
| 4   | Marcus Grönholm | 5   |
| 5   | Freddy Loix     | 4   |

### Producenci
| Lp. | Producent                   | Pkt |
| --- | --------------------------- | --- |
| 1   | Ford Motor Co Ltd.          | 14  |
| 2   | Citroën Total               | 10  |
| 3   | Marlboro Peugeot Total      | 9   |
| 4   | Mitsubishi Motors           | 3   |
| 5   | 555 Subaru World Rally Team | 2   |